# Gebackener Fisch
Gebackener Fisch ist ein US-amerikanischer animierter Kurzfilm von James Culhane aus dem Jahr 1944.

## Handlung
Andy Panda kauft sich in einem Tierladen einen kleinen Fisch, den er nun in einem Goldfischglas auf seinem Kopf nach Hause trägt. Beide treffen unterwegs auf eine hungrige schwarze Katze, die den Fisch zunächst für Andy Panda unbemerkt aus dem Glas fängt und fressen will. Der Fisch kann entkommen. Beim zweiten Fangversuch beißt der Fisch die Katze in den Finger.
Die Katze verkleidet sich mit Tropenhelm und kurzen Hosen und gibt vor zu verdursten. Andy Panda gibt ihr einen Teil des Wassers im Goldfischglas, doch bleibt der Fisch zum Unmut der Katze stets außer Reichweite. Der Katze reicht es schließlich: Sie klärt Andy Panda darüber auf, dass sie Hunger und er einen Fisch hat und das Hungerproblem so leicht gelöst werden könnte. Die Katze nimmt das Fischglas an sich und stößt Andy Panda von sich. Der Fisch kann zwar zunächst in die Kanalisation entkommen, landet wenig später jedoch der Bratpfanne der Katze. Entsetzt wagt der Fisch einen Riesensprung zurück zu Andy Panda und ins heimische Goldfischglas. Es kommt zur Verfolgung mit der Katze und Andy Panda eilt zurück in den Tierladen. Die Katze will Andy Panda und den Fisch mit einer Keule niederschlagen. Sie überlegt es sich anders, als beide mit einer neuerworbenen riesigen Bulldogge aus dem Tierladen kommen. Die Katze versucht zu fliehen, rennt jedoch immer wieder gegen verschiedene Gegenstände, bis sie schließlich irr geworden das Weite sucht.

## Produktion
Gebackener Fisch erschien am 19. Juni 1944 als Teil der Universal-Trickfilmreihe Andy Panda in Technicolor in den Kinos.

## Synchronisation
| Rolle      | Originalsprecher |
| ---------- | ---------------- |
| Fisch      | Grace Stafford   |
| Andy Panda | Walter Tetley    |
| Katze      | Lionel Stander   |

## Auszeichnungen
Gebackener Fisch wurde 1945 für einen Oscar in der Kategorie „Bester animierter Kurzfilm“ nominiert, konnte sich jedoch nicht gegen Tom bildet sich durchsetzen.